# Палац княгині Гагаріної
Палац княгині Гагаріної — палац, збудований на початку XX століття біля мису Плака на березі Кучук-Ламбатської бухти (Крим) на замовлення княгині Анастасії Давидівни Гагаріної. Нині санаторій «Утьос».
Елементи романського стилю: башточки, вузькі вікна-бійниці — додають йому схожості з середньовічним замком. Над головним входом — родовий герб князів Гагаріних з написом латинською: «У давнині — сила». Найвиразнішим є східний фасад будівлі, обвитий виноградом.

## Історія

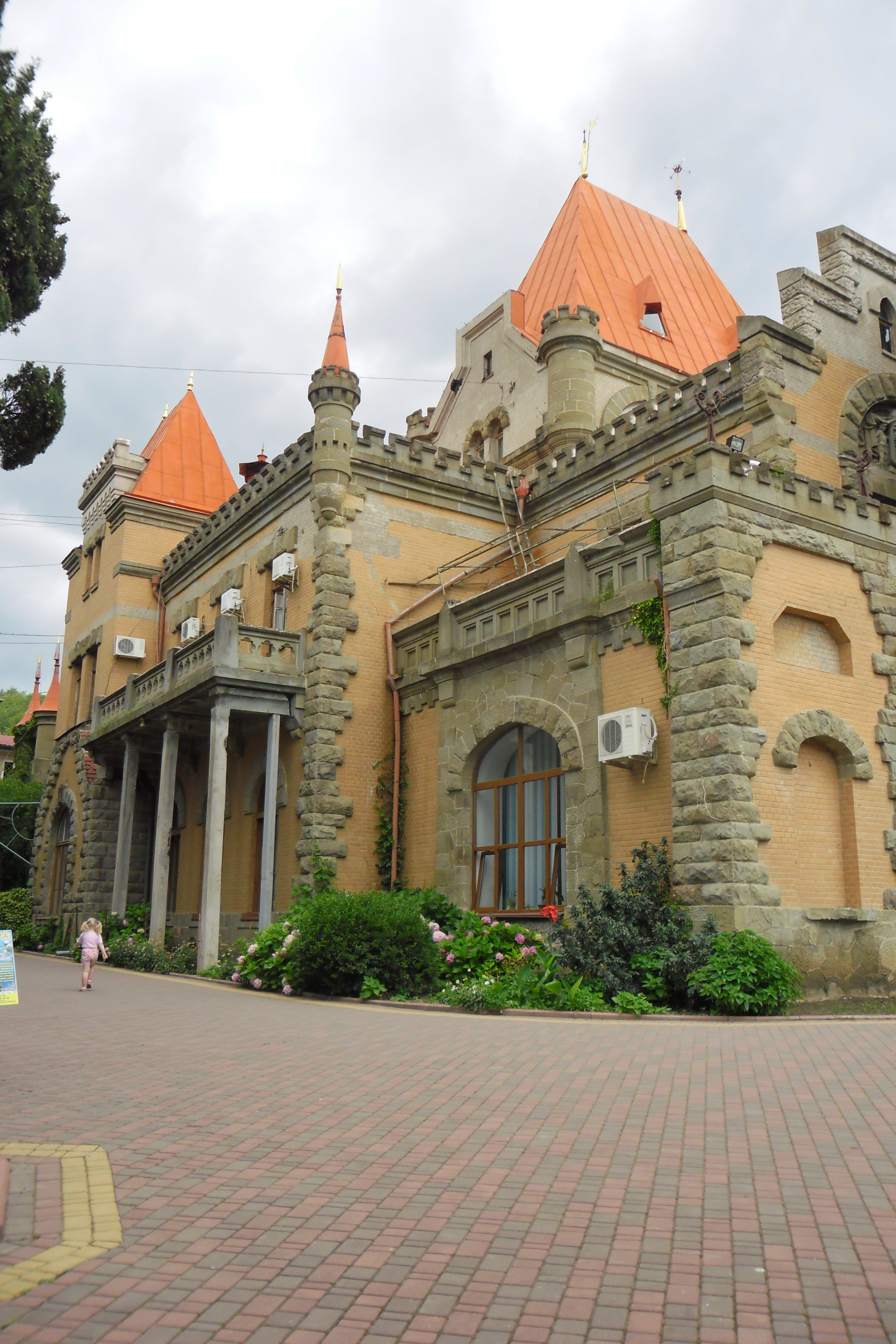
Палац княгині Гагаріної. Ракурс. 2014 рік.

На початку XIX століття на мисі Плака була побудована садиба таврійського губернатора А. М. Бороздіна. Тут збудували палац в стилі ампір, із затишними кімнатами і великою бібліотекою. Навколо палацу був розбитий парк. У маєтку гостювали знамениті мандрівники П. І. Сумароков, О. С. Пушкін, О. С. Грибоєдов, Адам Міцкевич, В. А. Жуковський.
Після смерті Бороздіна маєтком володіла його дочка Марія, потім її другий чоловік князь О. І. Гагарін (ад'ютант графа М. С. Воронцова). В 1857 році господаркою маєтку стає грузинська княжна Анастасія Орбіліані-Гагаріна.
У 1902 році, вже у віці 70 років, княгиня Гагаріна почала будівництво нового палацу. Нею був запрошений відомий архітектор М. П. Краснов для проєктування палацу, домової Олександро-Невської церкви та винних погребів і нагляду за будівництвом.
Будівництво велося досить швидко. Матеріали завозилися в основному із-за кордону: облицювальна керамічна плитка і мармур для сходів — з Італії, венеційське скло — з Франції, черепиця — з Німеччини. Каменотеси, столяри, теслі, облицювальники були привезені з різних областей імперії. Палац вирішено в мотивах модернізованої давньогерманської архітектури. Будівництво було завершено в 1907 році. У цьому ж році княгиня Гагаріна померла. Вона похована у дворику домової Олександро-Невської церкви.
Нині в палаці розміщується адміністративний корпус санаторію «Утьос».

## Галерея-2014 рік

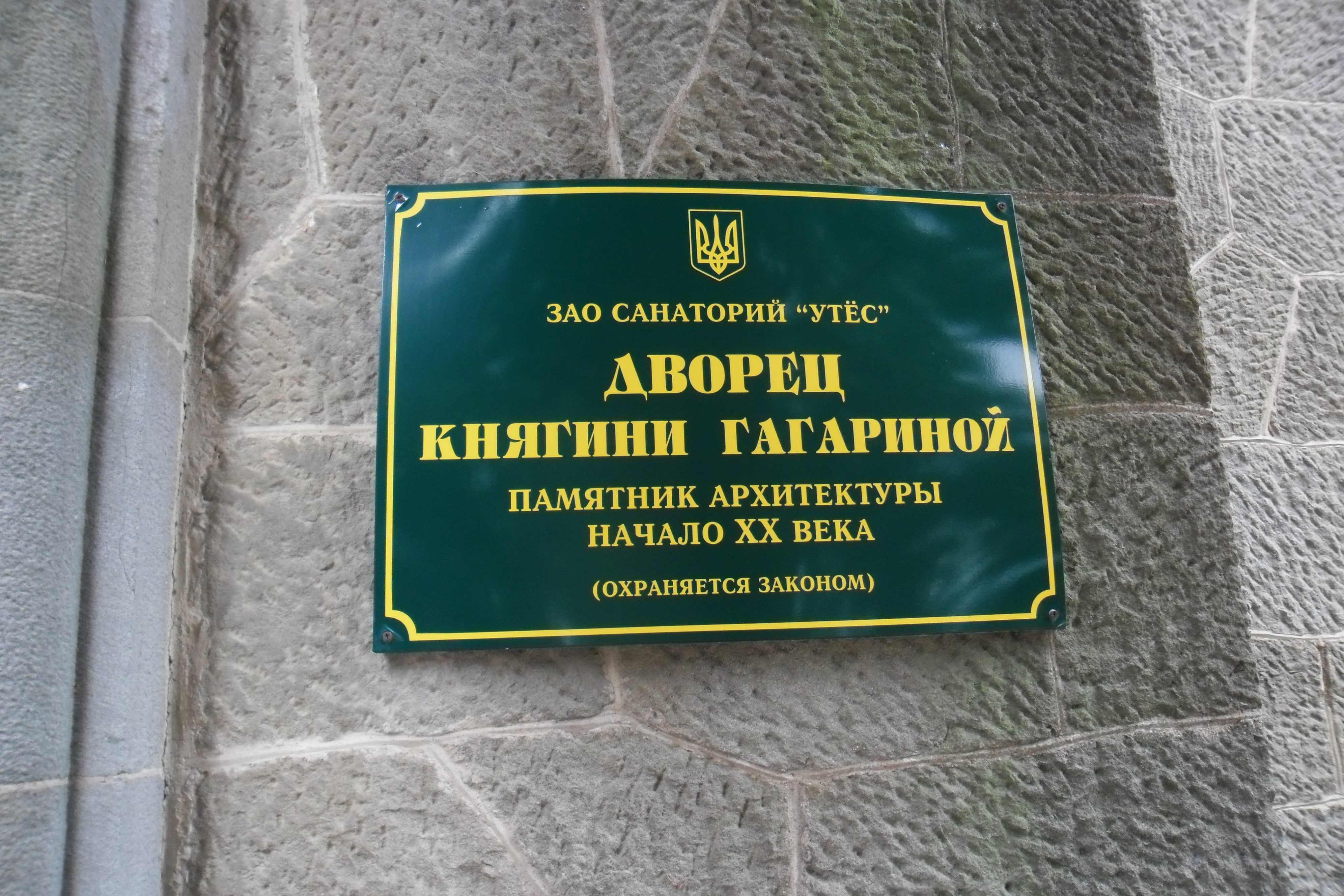
Палац княгині Гагаріної. 2014 рік.
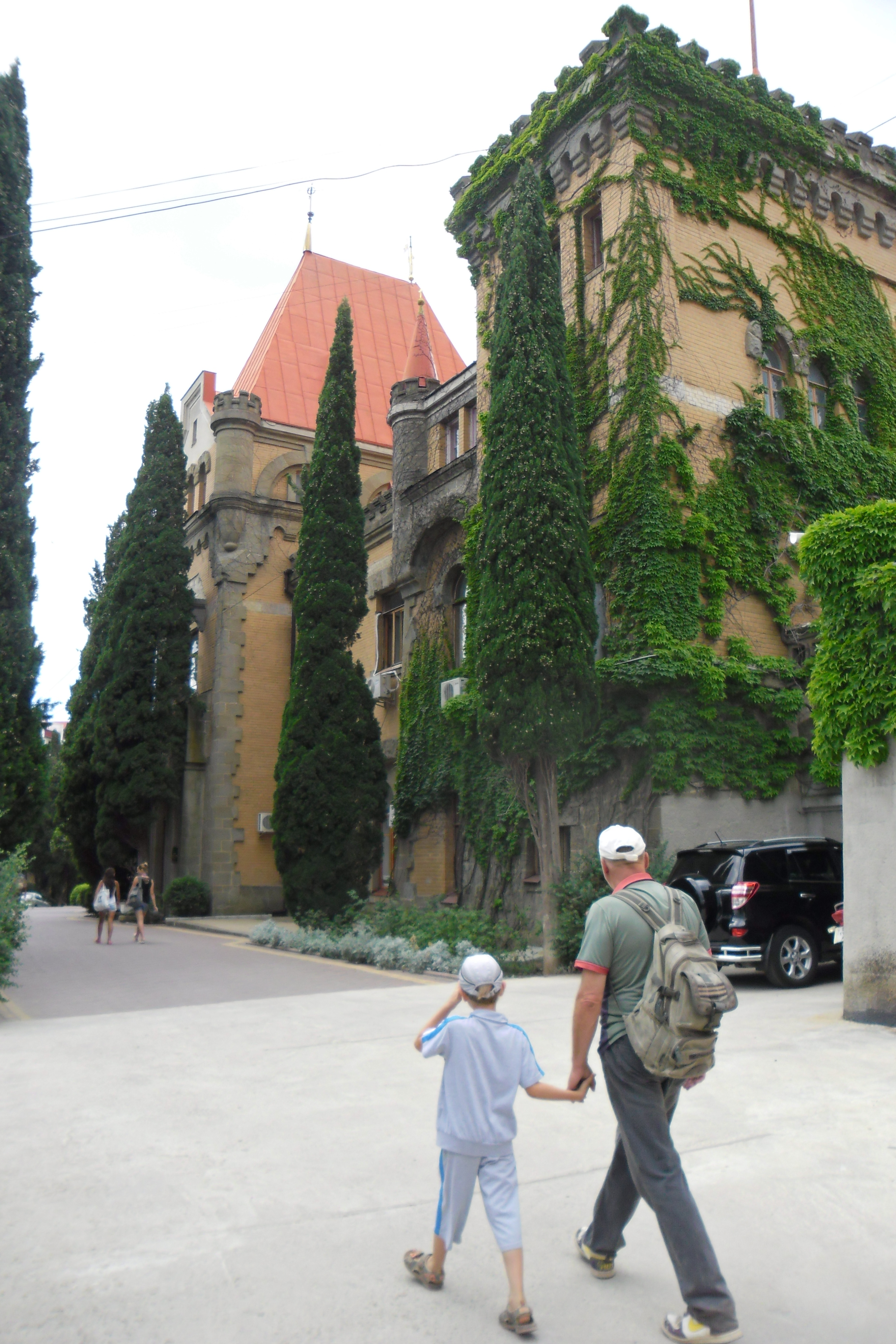
Палац княгині Гагаріної. Ракурс.
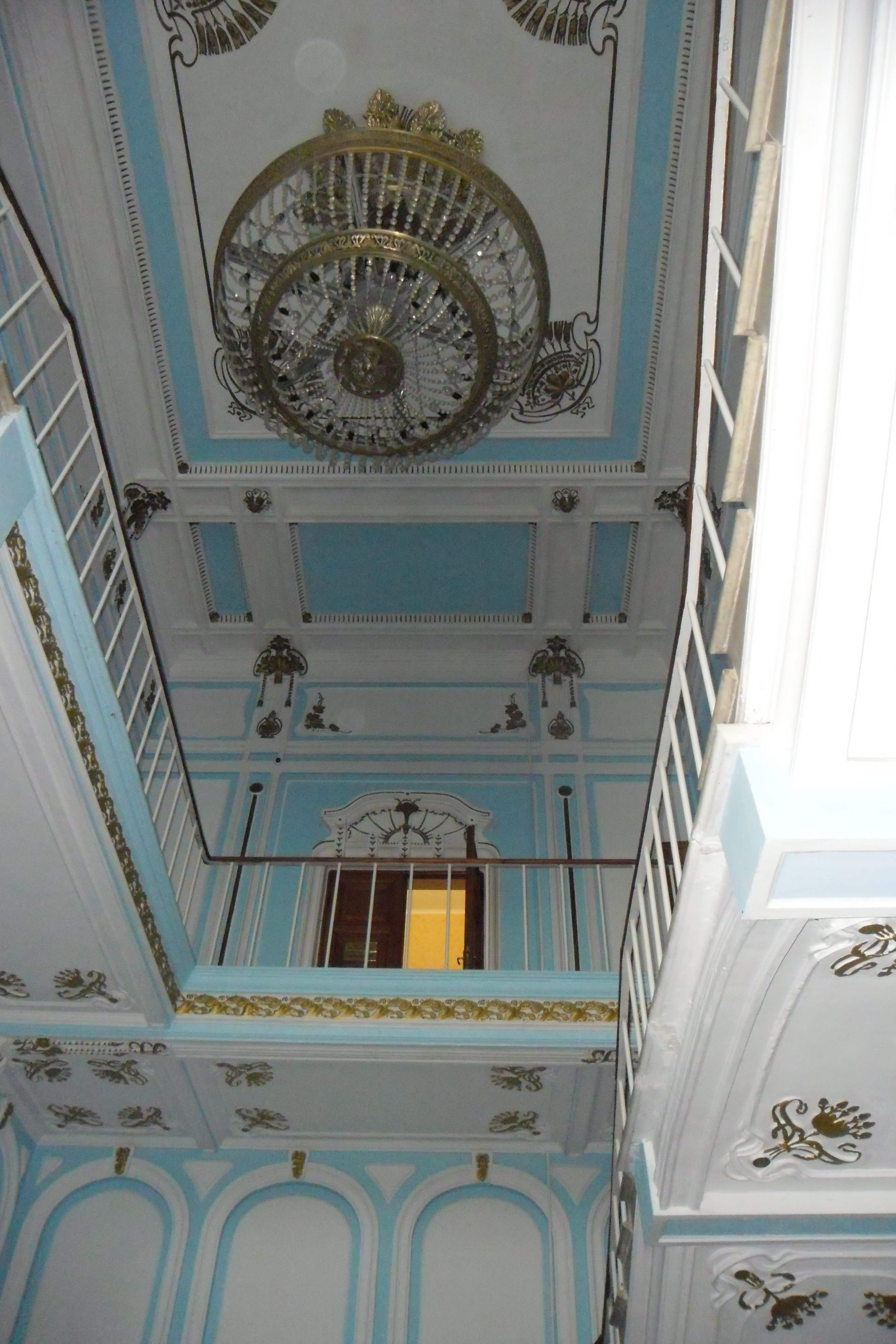
Оздоблення палацу на вході.
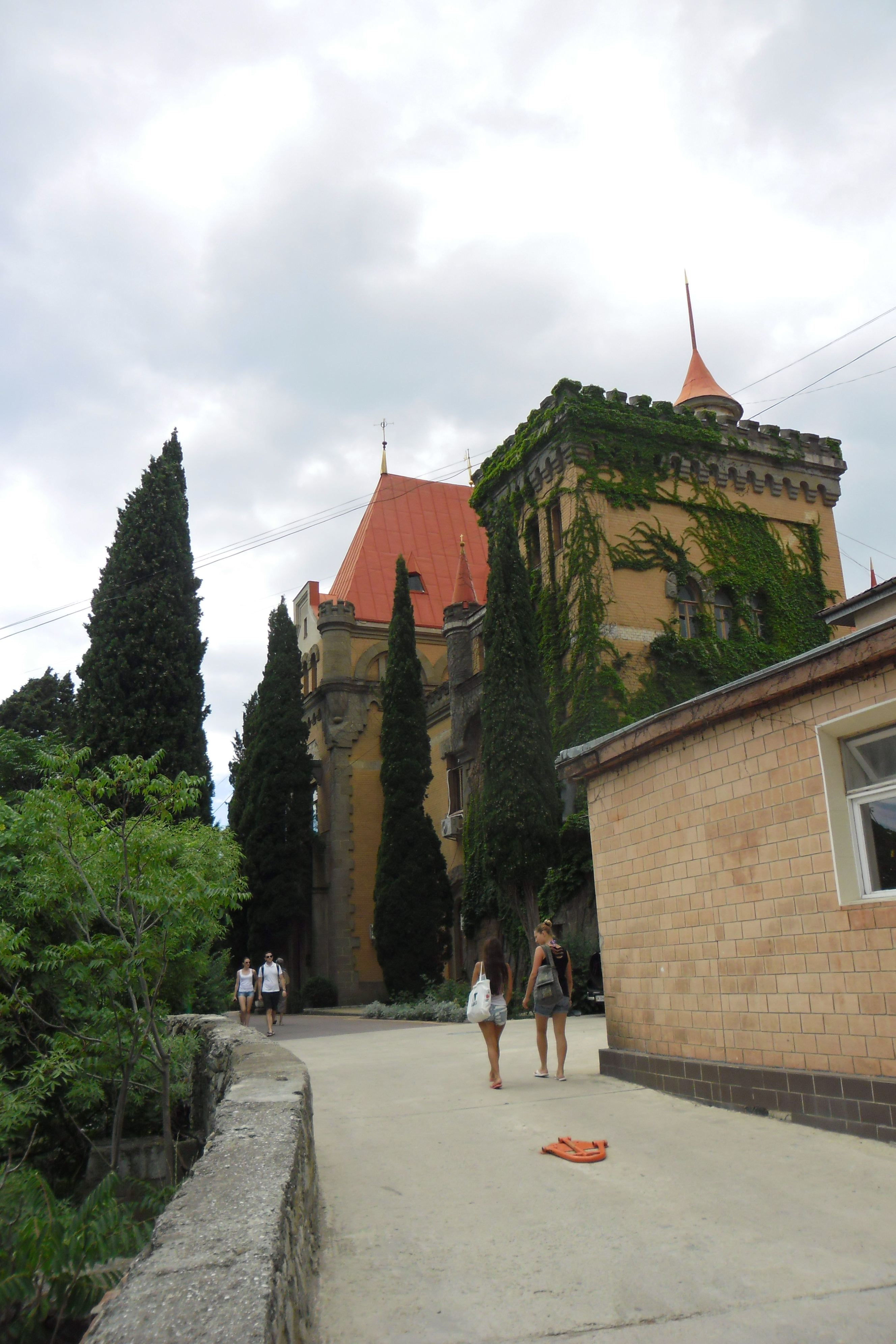
Палац княгині Гагаріної. Ракурс.
Пам'ятник княгині Гагаріній-Орбеліані поблизу палацу.
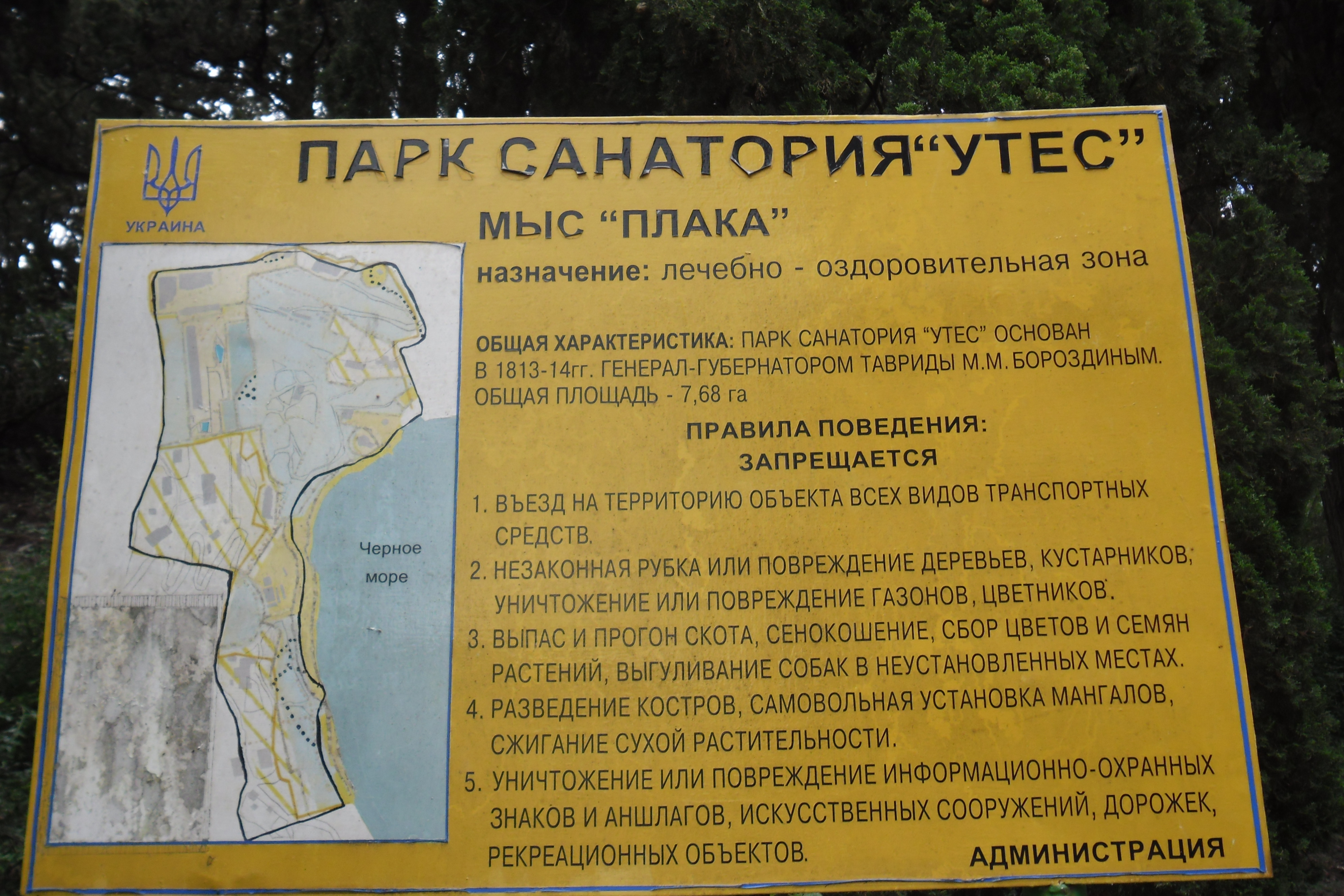
Карта парку
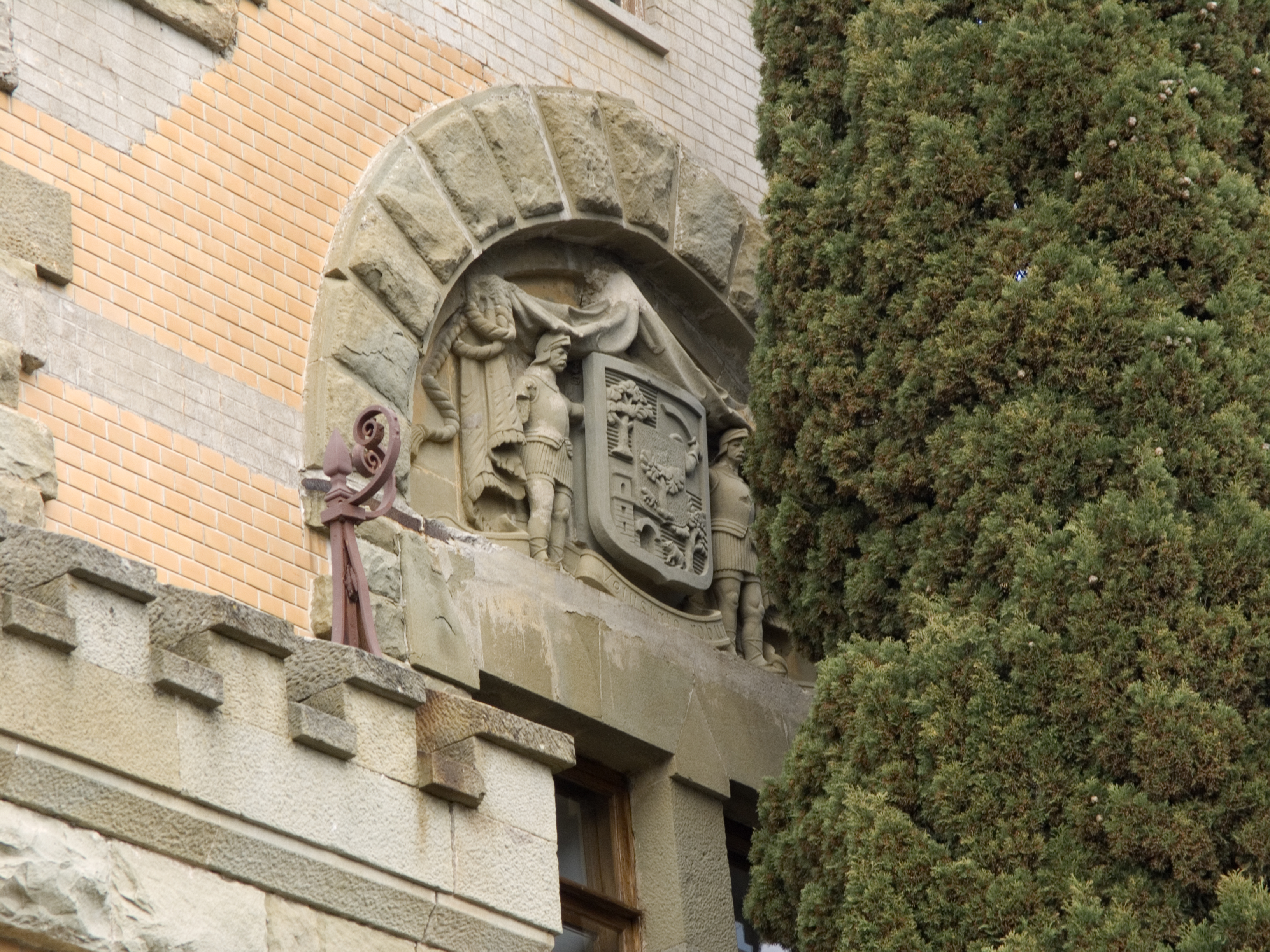
Герб над входом у палац
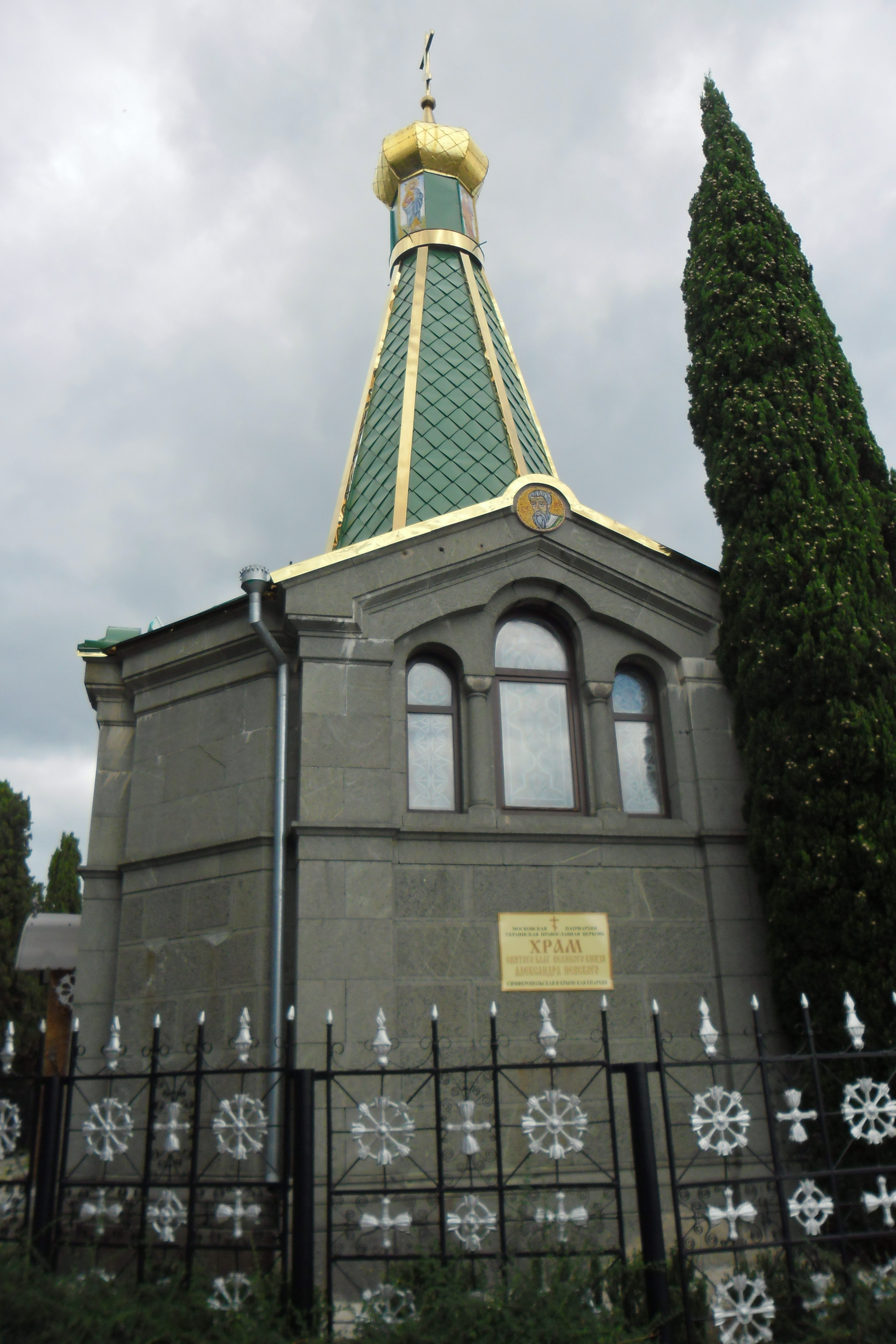
Домова церква Гагаріних, побудована у візантійсько-грузинському стилі